# Jürgen Schopper
Jürgen Richard Schopper (* 18. August 1925 in Berlin; † 3. Februar 2008 in Waldbronn) war ein deutscher Geophysiker. Seine Forschungsschwerpunkte waren Petrophysik und Bohrlochgeophysik.

## Leben
Jürgen Schopper studierte von 1946 bis 1954 Physik an der Humboldt-Universität und der Freien Universität in Berlin. Anschließend war er zwei Jahre Redakteur der Fachzeitschrift „Elektronische Rundschau“. Ab 1956 arbeitete er bei Dresser Industries in Tulsa, Oklahoma als Entwicklungsingenieur für bohrlochgeophysikalische Instrumente. 1964 promovierte er bei Otto Rosenbach an der Johannes Gutenberg-Universität Mainz.
Schopper folgte 1966 seinem Doktorvater an die Bergakademie Clausthal – TH, der späteren Technische Universität Clausthal, nach, der 1965 den Lehrstuhl für Geophysik erhalten hatte. Am dortigen Institut für Geophysik habilitierte sich Schopper 1972. Er war Leiter der Abteilung für Gesteinsphysik und Bohrlochgeophysik und wurde 1976 zum außerplanmäßigen Professor ernannt. 1978 wurde er auf die C3-Professur für Petrophysik berufen. Dort konnte er mit intensiver Drittmittelbeschaffung (DFG, Bundesministerium für Forschung und Technologie BMFT, Volkswagenstiftung, Industrie) erfolgreich eine leistungsfähige Arbeitsgruppe Petrophysik und Bohrlochgeophysik aufbauen. Dort befasste man sich mit Modellen der Hohlräume poröser Gesteine und beschrieb diese mit dem sog. „Pigeon Hole Modell“. In dieses Modell wurden fraktale Eigenschaften dieser Porenräume einbezogen und die PARIS-Gleichung (Pape-Riepe-Schopper) eingeführt.
Schopper wurde 1990 emeritiert, übernahm aber noch bis zur Ernennung seines Nachfolgers Ugur Yaramanci 1993 seine Amtsgeschäfte weiter. Er ist 2008 in Waldbronn gestorben, fand seine letzte Ruhestätte aber in Clausthal.
Schopper war Mitglied der Deutschen Geophysikalischen Gesellschaft.